# Battlement
Battlement ist das einzige offizielle Studioalbum der deutschen Progressive-Rock-Band Neuschwanstein in Originalbesetzung. Es gilt bis heute als eine der bemerkenswertesten deutschen Produktionen dieses Genres der späten 1970er-Jahre. Die Bedeutsamkeit des Albums für die Progressive Rock Szene erschließt sich auch aus der Tatsache, dass es weltweit hunderte von Artikeln, Reviews und Blogs zu Battlement gibt, von Nord- und Südamerika, über ganz West- und Osteuropa bis hin zu Zentral- und Ostasien.

## Titelliste
1. Loafer Jack – 4:42
2. Ice with Dwale – 6:21
3. Intruders and the Punishment – 7:34
4. Beyond the Bugle – 7:31
5. Battlement – 7:05
6. Zärtlicher Abschied – 5:52

## Entstehung
Anfang der 1970er-Jahre gründeten Thomas Neuroth und Klaus Mayer zusammen mit einigen anderen Schulfreunden in Völklingen die Band Neuschwanstein. Begeistert von King Crimson und Rick Wakeman traten sie zunächst als Cover-Band auf, wobei auch klassische und barocke Adaptionen im Repertoire zu finden waren. Nach etlichen Umbesetzungen kristallisierte sich Anfang 1974 eine stabile Besetzung heraus, bestehend aus Thomas Neuroth (Tasteninstrumente), Klaus Mayer (Querflöte), Udo Redlich (E-Gitarre), Uli Limpert (E-Bass) und Hans Peter Schwarz (Schlagzeug).
Im Mai 1974 erschien Rick Wakemans Journey to the Centre of the Earth. Dieses Album wurde für Neuschwanstein zur Initialzündung, ein ähnliches Werk auf der Bühne zu präsentieren, Alice in Wonderland. Neuschwanstein trat mit seiner Bühnenshow in der gesamten deutsch-französischen Grenzregion (Saarland/Lothringen/Elsaß) mehrfach erfolgreich und häufig vor mehreren tausend Zuschauern auf und spielte damit auch im Vorprogramm von bereits bekannteren Bands wie Novalis und Lucifer’s Friend.
Das Jahr 1975 sollte zu einem weiteren Schritt in Richtung Professionalität führen. Udo Redlich wurde nach freiwilligem Ausscheiden aus der Band durch den Gitarristen Roger Weiler ersetzt und Ulli Reichert, ein saarländischer Geschäftsmann mit Kontakten in die Musikszene (Herman Rarebell, Scorpions), begann die Gruppe nicht nur finanziell zu unterstützen.
Neben den zahlreichen Auftritten mit Alice in Wonderland erarbeitete sich die Gruppe neues Material, beeinflusst von Genesis der Peter-Gabriel-Ära wie auch von Steve Hackett. 1976 wurde der aus der Nähe von Metz (Frankreich) stammende Sänger und Musiker Frédéric Joos, der bereits Jahre zuvor mit Roger Weiler zusammen gearbeitet hatte, als Sänger bei Neuschwanstein verpflichtet, da seine Stimme genau zum Stil der neuen Kompositionen der Band passte.
Manager Reichert erreichte aufgrund seiner Verbindungen, dass die Gruppe im Oktober 1978 die Chance erhielt, ihr neues Programm in den Dieter Dierks Studios in Köln-Stommelen aufzunehmen. In nur 10 Tagen, vom 21. bis zum 31. Oktober, hatte die Gruppe mehrere ihrer Lieblingsstücke aufgenommen, von denen sechs letztendlich auf dem Album erschienen. Das von Joos komponierte und von Weiler getextete A Winter's Tale sowie der recht kommerzielle Song Midsummer Day wurden für die endgültige Produktion ausgelassen. Die Band beabsichtigte, letzteren auf einer Promo-Single zu veröffentlichen, was aus finanziellen Gründen jedoch scheiterte. Erst durch die CD-Veröffentlichung von Musea 1992 erschien dieser Titel als Bonustrack.
Joos übernahm alle Gesangspartien mit Ausnahme des Titelsongs Battlement, welcher von Rainer Zimmer getextet und gesungen wurde. Um dem Album einen professionellen Touch zu verleihen und einen vielleicht größeren kommerzielleren Erfolg zu erreichen, bat Manager Reichert den Scorpions-Schlagzeuger Herman Rarebell die Drumspuren auf dem Opener Loafer Jack noch einmal neu einzuspielen und damit auch in den Credits zum Album zu erscheinen. Reichert und Rarebell, der eigentlich Hermann Erbel heißt, kannten sich schon länger aus der saarländischen Musikszene, in der sich Rarebell vor seinem Engagement bei den Scorpions schon einen Namen gemacht hatte. Über diese Entscheidung war die Gruppe allerdings überhaupt nicht begeistert, zumal Hans Peter Schwarz bereits ein viel subtileres Rhythmuspattern zu diesem Titel aufgenommen hatte und Rarebell ein klassisches Rock-Schlagzeug einspielte.
Das Album Battlement wurde 1979 zunächst als LP veröffentlicht und verkaufte sich in kurzer Zeit 6000-mal. Für eine Eigenproduktion einer Band ohne Plattenvertrag ist dies ein bemerkenswerter Erfolg, vor allem deshalb, weil in dieser Zeit das Interesse am Progressive Rock stark nachließ, waren doch der New Wave und der Post-Punk bereits auf dem Vormarsch. Obwohl Neuschwanstein inzwischen eine beachtliche Popularität erreicht hatte, blieb der Erfolg des Albums aus; auch trotz eines guten Vertriebsdeals mit einem kleinen lokalen Label namens Racket Records (nicht zu verwechseln mit dem Marillion-eigenen Label gleichen Namens). Roger Weiler sagte dazu später:

„Wir lagen mit dem Timing exakt in der undankbaren Mitte: Vier Jahre früher (1974) oder vier Jahre später (1982) - und wir wären im Rennen gewesen! Ich war und bin heute noch davon fest überzeugt!“

## CD vs. LP
1992 kontaktierte Roger Weiler die Verantwortlichen von Musea Records und schlug vor, eine Neuauflage des Albums auf CD herauszubringen. Musea Records, mit Geschäftssitz in Metz (Frankreich), ist ein kleines Label, welches sich mit dem Vertrieb von Progressiv Rock Produktionen hervorgetan hat. Die Idee wurde zusammen mit dem ehemaligen Neuschwanstein Manager Reichert in die Tat umgesetzt und so haben Reichert und Weiler die Originalaufnahmen im März 1992 in den Sound Factory Studios, Saarbrücken, neu abgemischt. Für Musea machte sich dieses Re-Release bezahlt, denn die CD erwies sich als absolutes Highlight und eine der erfolgreichsten Produktionen dieses Labels.
Die neue Abmischung gestaltete sich allerdings als äußerst kompliziert:

„Wir haben damals beim Remix viel experimentiert, um es direkter und transparenter hinzubekommen - es hat nicht geklappt! Kaum hat man eine Melodie eines Instruments weggelassen, war es nicht mehr der Song - das zeigte eigentlich die ganze Tiefe der Musik, wie wir sie komponiert und arrangiert hatten. So ist letztendlich beim Remix nur die Reduktion des dominanten Bassspiels übrig geblieben.“

Dieser Remix stieß in der Progressive Rock Szene nicht immer auf ungeteilte Meinung.
Vergleicht man die beiden Fassungen, fällt tatsächlich auf, dass der Bass nicht mehr so dominant auftritt und die Höhen angehoben wurden. Darüber hinaus hat das Klangbild an Stereobreite gewonnen und auf Keyboards, Querflöte und Gesang wurde mehr Hall gegeben.

## Das Cover

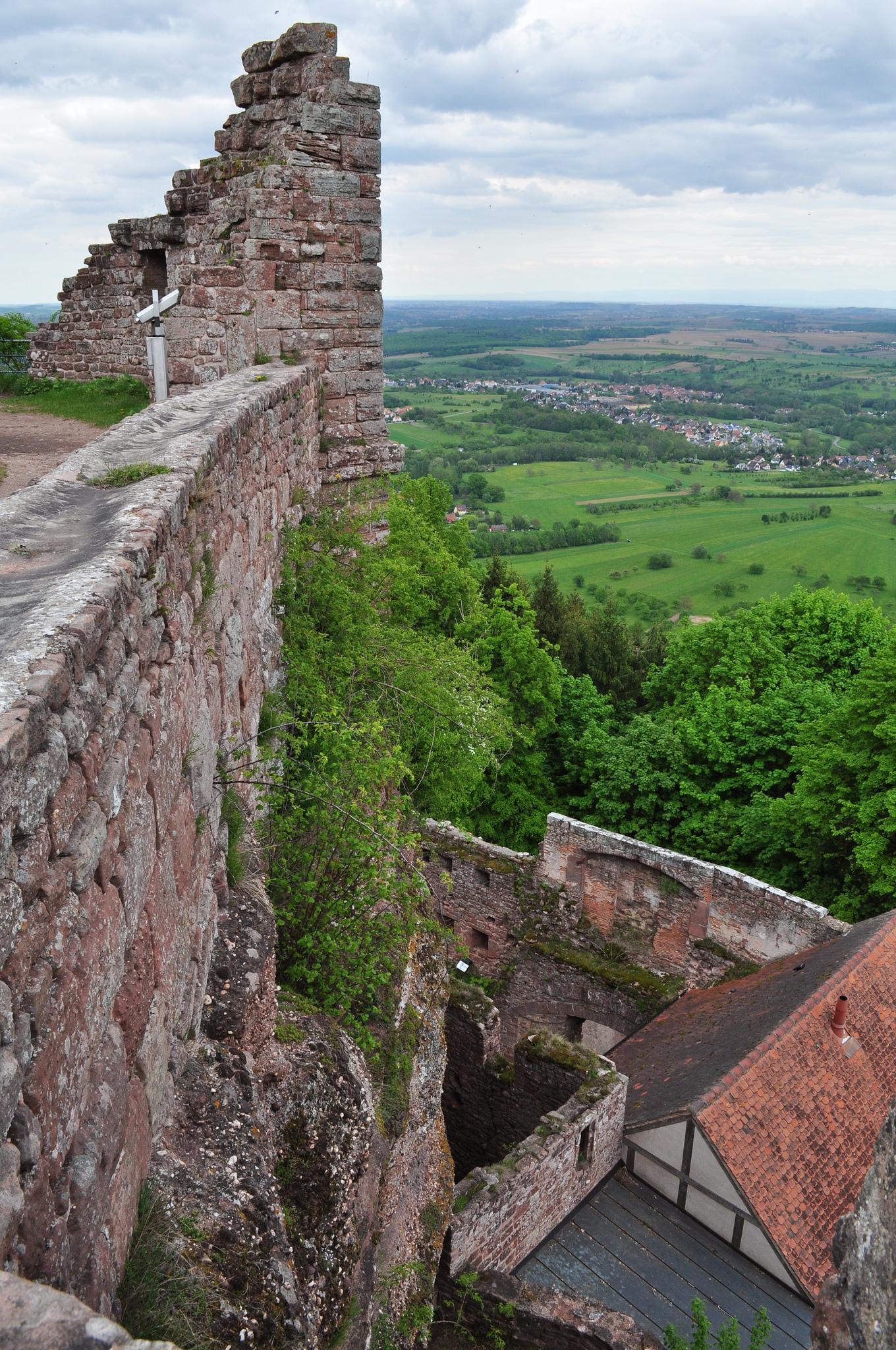
Teilansicht der Burgruine Haut-Barr im Elsaß (ähnlicher Blickwinkel wie auf dem Cover)

Für die Fotos des LP Covers zeichnet Werner Richner verantwortlich, der, wie Neuschwanstein auch, aus Völklingen stammt. Bis Mitte der 1970er-Jahre war auch er als Rockmusiker aktiv. Er ist ein überregional bekannter und erfolgreicher Fotograf und Herausgeber von Bildbänden und hat u. a. zahlreiche Burgen für verschiedene Bildbände abgelichtet.
Für das Frontcover des Albums hat Werner Richner die Burg Haut-Barr (deutsch „Hohbarr“) bei Saverne im Elsass (Frankreich) fotografiert; das Foto für die Rückseite des Albums entstand nach eigenen Aussagen in Griechenland. Die Idee zum Frontcover von Battlement (englisch für „Mauerzinne“) beruht auf dem gleichnamigen Titelsong.